# 부르키나 항공

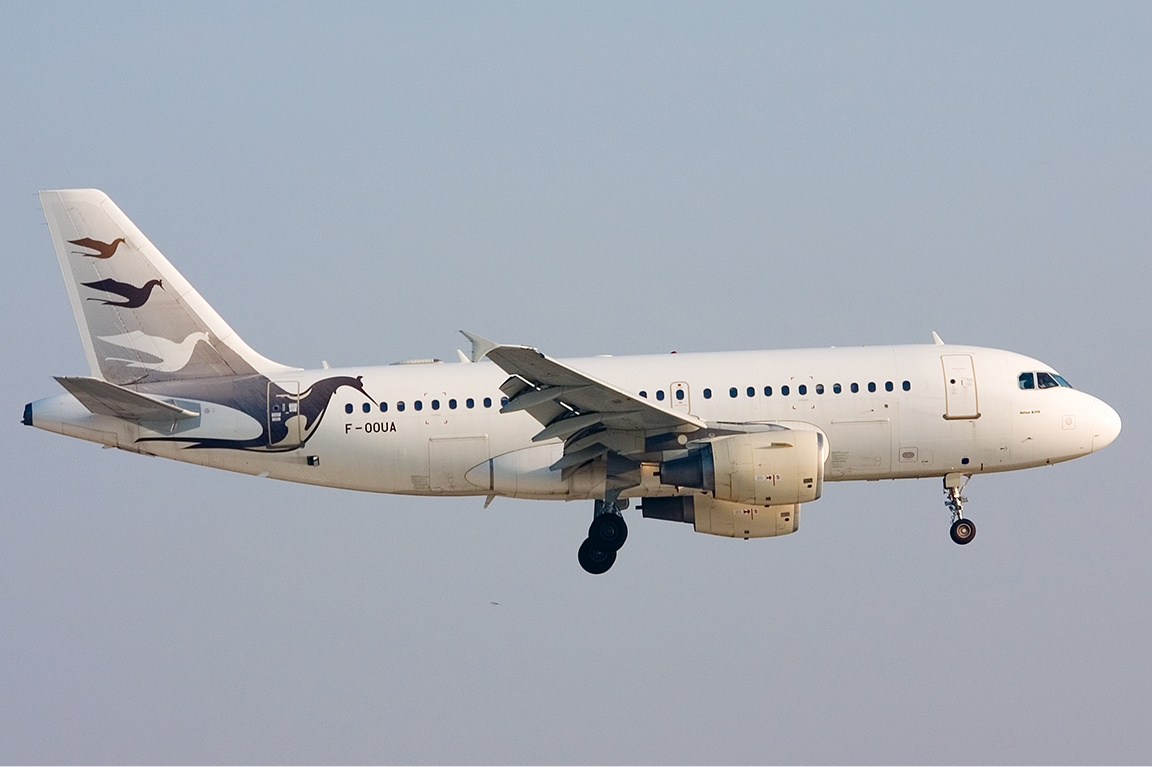

부르키나 항공(Air Burkina)은 부르키나파소의 국책 항공사이다. 토마 상카라 와가두구 국제공항의 메인 베이스에서 예약 서비스를 운영한다. 국내 도착지는 보보디울라소이며 토고, 베냉, 말리, 니제르, 코트디부아르, 세네갈, 가나로의 지역 서비스를 수행한다. 2001년부터 2007년까지 이 항공은 AKFED/IPS 컨소시엄이 대부분 소유했으나 지금은 정부 소유로 돌아왔으며 새로운 투자자를 찾고있다.